# Campeonato Mundial de Karate de 1970
El Campeonato Mundial de Karate de 1970 fue la primera edición del torneo de karate más importante del mundo. Se disputó en Tokio, Japón y contó con la participación de 178 karatekas de diferentes países del mundo.
Este campeonatos solo fue de kumite por equipos y exclusivamente en la rama varonil ya no fue sino hasta 1980 en Madrid, España, que hubo participación femenina y que se incluyó la modalidad de Kata. Participaron 178 deportistas federados, de los cuales 41 fueron de África, 41 de Asia, 51 de Europa, 9 de Oceanía y 36 de América.

## Resultados

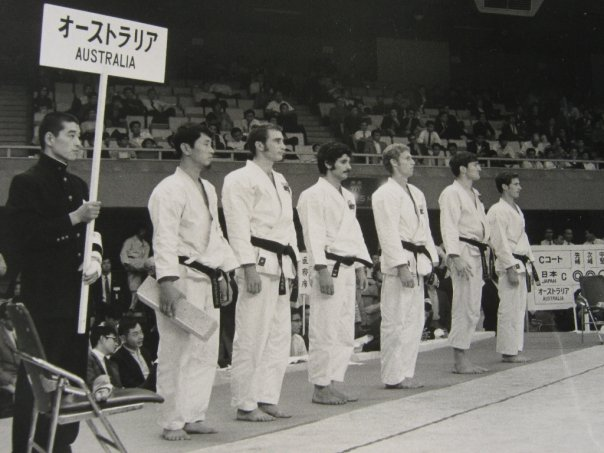
Delegación australiana durante la ceremonia inaugural del primer campeonato mundial de karate.

### Competencia individual
| Posición | País           | Deportista       |
| -------- | -------------- | ---------------- |
| 1        | Japón          | Kouji Wada       |
| 2        | Canadá         | John Carnio      |
| 3        | Estados Unidos | Tonny Tullener   |
| 3        | Francia        | Dominique Valera |

### Competencia por equipos
| Posición | Equipo  |
| -------- | ------- |
| 1        | Japón E |
| 2        | Japón C |
| 3        | Japón B |

## Medallero
El conjunto local, Japón, obtuvo el primer puesto del medallero. Kouji Wada obtuvo la medalla de oro en la competencia individual, además los equipos japoneses obtuvieron la medalla de oro, plata y bronce en las respectivas competencias por equipos. Canadá, con una medalla de plata, se adjudicó el segundo lugar del medallero, mientras que el tercer lugar fue un empate entre Estados Unidos y Francia con una medalla de bronce.
| Medallero |                |     |       |        |       |
| Posición  | País           | Oro | Plata | Bronce | Total |
| 1         | Japón          | 2   | 1     | 1      | 4     |
| 2         | Canadá         | 0   | 1     | 0      | 1     |
| 3         | Estados Unidos | 0   | 0     | 1      | 1     |
| 3         | Francia        | 0   | 0     | 1      | 1     |